# المخوال (الشرية)

تعديل مصدري - تعديل

المخوال هي إحدى قرى عزلة آل غنيم بمديرية الشرية التابعة لمحافظة البيضاء، بلغ تعداد سكانها 719 نسمة حسب تعداد اليمن لعام 2004.